# Kawasaki KDA-5
Kawasaki KDA-5 là một loại máy bay tiêm kích hai tầng cánh của Nhật Bản, do kỹ sư người Đức Richard Vogt thiết kế cho Lục quân Đế quốc Nhật Bản.

## Biến thể
KDA-5
Tiêm kích Kiểu 92 Mẫu 1
Tiêm kích Kiểu 92 Mẫu 2

## Quốc gia sử dụng
Nhật Bản
- Không quân Lục quân Đế quốc Nhật Bản

## Tính năng kỹ chiến thuật (92-I)
Dữ liệu lấy từ The Illustrated Encyclopedia of Aircraft,
The Complete Book of Fighters
Đặc điểm tổng quát
- Kíp lái: 1
- Chiều dài: 7.05 m (23 ft 1½ in)
- Sải cánh: 9.55 m (31 ft 4 in)
- Chiều cao: 3.10 m (10 ft 2 in)
- Diện tích cánh: 24.0 m2 (258 ft2)
- Trọng lượng rỗng: 1.280 kg (2.822 lb)
- Trọng lượng có tải: 1.700 kg (3.747 lb)
- Powerplant: 1 × BMW VI, 470 kW (630 hp)

Hiệu suất bay
- Vận tốc cực đại: 320 km/h (199 mph)
- Tầm bay: 850 km (528 dặm)

Vũ khí trang bị
- 2 × súng máy 7,7 mm (0.303 in)